# Piale Paxá
Piale Paxá (1515 - 21 de janeiro de 1578), também conhecido como Pialí Bajá ou Piale Paxá, foi um almirante (capitão paxá, o equivalente a comandante da frota) turco entre 1553 e 1567 e vizir otomano após 1568.